# Rucăr
Rucăr is een Roemeense gemeente in het district Argeș.
Rucăr telt 6149 inwoners.